# Мисла

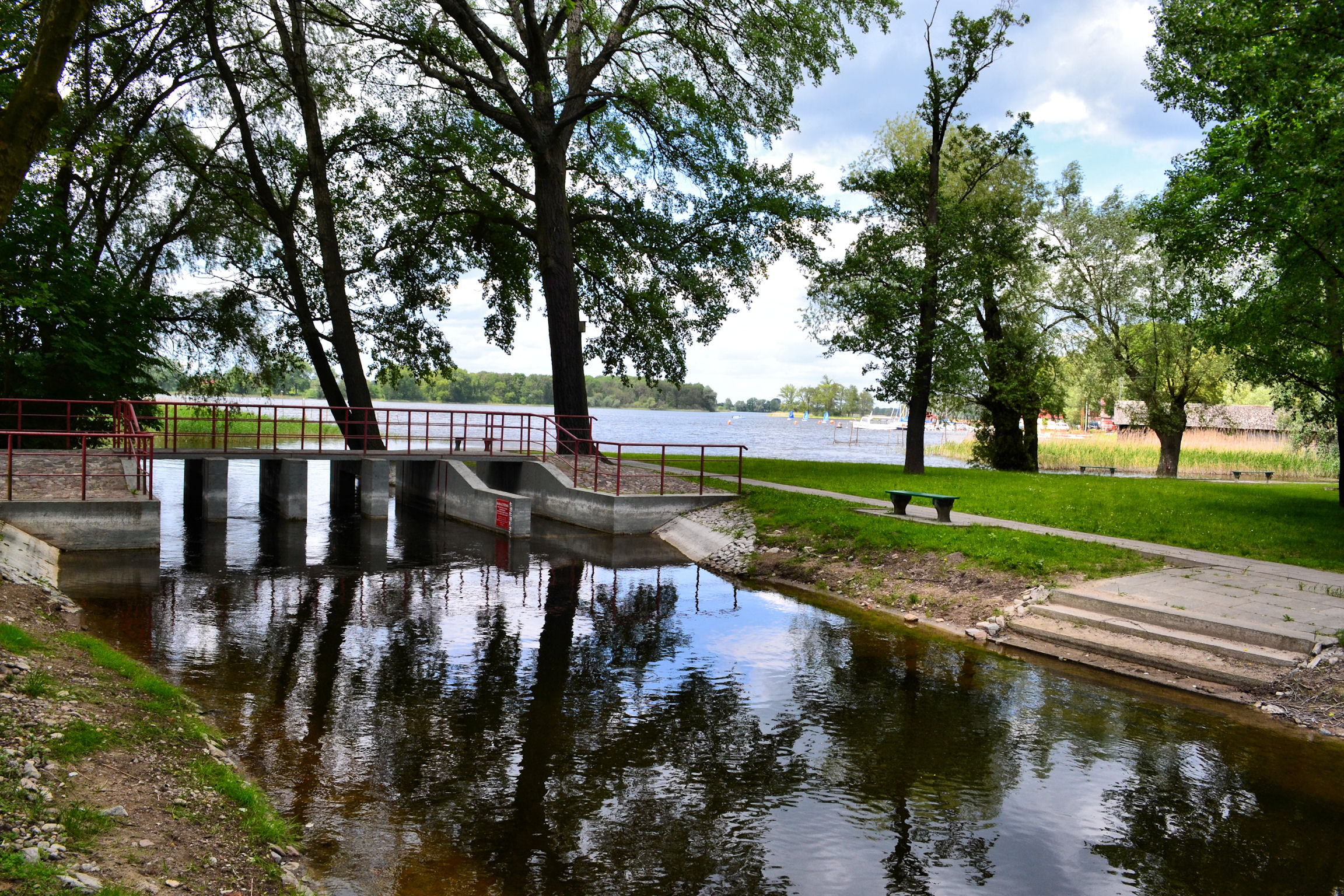
Мисла випливає з озера Мисліборського в Мислібужі

Мисла (пол. Myśla, нім. Mietzel)  — річка в Польщі, у Мисліборському повіті Західнопоморському воєводства. Права притока Одри (басейн Балтійського моря).

## Опис
Довжина річки 95,6 км, висота витоку над рівнем моря — 70 м, висота гирла над рівнем моря — 8,6 м. Площа басейну водозбору 1334 км².

## Розташування
Бере початок у селі Рихнув ґміни Барлінек. Тече переважно на південний захід через озеро Мисліборське у місті Мислібуж, Барнувку, Венцлав, Мостно, Даргомишль, Хварщани, Гудзиш, Намашлин. У селі Хлевице ґміни Болешковіце впадає у річку Одру.

## Природа
Річка в значній мірі зберегла своє природне русло. За рахунок великої звивистості на річці утворилося багато заплавів та прирічкових ставків. Верхня частина річки пропливає у ландшафтному заказнику «Мисліборсько-Барлінезькому», середня — через Гожавську височину, а пригирлова — через ландшафтний заказник «Гирло Варти». У лісах над річкою водяться птахи: зимородка, синиці, лелекі чорні; тварини: бобри, видри, черепахи. У річці водиться велика кількість прісноводної риби.

## Історія
- Вперше згадується під назвою Міззля в 1232 році в документах князя Великої Польщі Владислава Одорниця щодо села Хваршчани.
- Інша згадка в якості Мізля в 1234 році у фондових документах князя Помаранського Барнима I, який передава село Драгомишль Хваршчанським томплієрам.